# Гароннская низменность
Гаро́ннская ни́зменность (Аквита́нская ни́зменность) — низменная равнина на юго-западе Франции, по среднему и нижнему течению реки Гаронна, между Пиренеями, Центральным Французским массивом и Бискайским заливом.
Низменность расположена на месте предгорного тектонического прогиба. Сложена преимущественно рыхлыми отложениями кайнозойского возраста. Высота постепенно увеличивается от побережья Бискайского залива на востоке и с севера на юг (до 200—300 м). Характерно чередование широких речных долин и плоских, местами всхолмлённых междуречий. Вдоль Бискайского залива расположена песчаная заболоченная низменность Ланды с большим количеством озёр. Массивы широколиственных лесов, саженых сосновых боров; кустарники. Выращиваются табак, зерновые; фруктовые сады, виноградники.